# Victoria Carmen Sonne
Victoria Carmen Sonne (født 23. april 1994 i København) er dansk skuespillerinde. Hun er uddannet på Den Danske Scenekunstskole i København.
Sonne fik sit store gennembrud i Rasmus Heisterbergs I blodet (2016), men havde inden da medvirket i adskillige afgangsfilm på Den Danske Filmskole og Super16, blandt andet Teenland (2014) og Melon Rainbow (2015). Hun havde ligeledes markeret sig i spillefilm som Eliten (2015) og You & me forever (2012).
Victoria Carmen Sonne har vundet en Bodil for henholdsvis Bedste kvindelige hovedrolle for sin præstation i Holiday og Bedste kvindelige birolle for sin præstation i I blodet. I 2018 blev hun belønnet med en Robert for Bedste kvindelige birolle for sin rolle i Hlynur Pálmasons Vinterbrødre. Hun blev i 2024 bredere kendt i offentligheden, da hun medvirkede i den Oscar-nominerede Pigen med nålen, hvor hun spillede hovedrollen som Karoline overfor Trine Dyrholm.
Hun har siden haft flere hovedroller i blandt andet Isabella Eklöfs Holiday, Laurits Flensted-Jensens Usynligt hjerte og Marie Grahtøs Psychosia.

## Filmografi
- Frit fald (2011) - Mie
- Magi i luften (2011) - Therese
- You & me forever (2012) - Sofie
- Eliten (2014) - Asta
- Copenhague A Love Story (2015) - Victoria
- I blodet (2016) - Emilie
- Vinterbrødre (2017) - Anna
- Sange i solen (2017) - Julie
- Holiday (2018) - Sascha
- Usynligt hjerte (2019) - Laura
- Psychosia (2019) - Jenny
- Miss Osaka (2021) - Ines
- Pigen med nålen (2024) - Karoline

### Kortfilm
- Happy New Years (2006) - Siv
- Vanilje (2014) - Line
- Teenland (2014) - Sally
- Pussy (2014) - Signe
- Melon Rainbow (2015) - Melissa
- Sombra (2017) - Julie